# فرودگاه گاندا
فرودگاه گاندا (به انگلیسی: Gunnedah Airport) یک فرودگاه همگانی با کد یاتا GUH است که یک باند فرود آسفالت دارد و طول باند آن ۱۶۴۶ متر است. این فرودگاه در کشور استرالیا قرار دارد و در ارتفاع ۲۶۳ متری از سطح دریا واقع شده است.